# Achille Variati
Achille Variati (Vicenza, 19 gennaio 1953) è un politico italiano.
È stato sottosegretario di Stato al Ministero dell'interno nel governo Conte II, sindaco di Vicenza dal 1990 al 1995 e dal 2008 al 2018, oltreché presidente della omonima provincia e presidente dell'Unione delle province d'Italia. In passato è stato consigliere regionale del Veneto (dal 1995 al 2008) e vicepresidente del consiglio regionale (dal 2005 al 2008).

## Biografia
Nato nel quartiere San Bortolo a Vicenza, figlio di Ferruccio, artigiano decoratore edile, e di Erminia, casalinga. Si diploma all'Istituto Magistrale Fogazzaro di Vicenza, consegue la parifica liceale e successivamente si laurea in matematica all'Università degli Studi di Padova.
Dopo gli studi inizia a lavorare alla Banca Cattolica del Veneto come tecnico informatico. Successivamente diventa capo progetto dell'area crediti finanziari e responsabile del marketing per le procedure innovative del gruppo Banco Ambrosiano Veneto e poi direttore di Itacard srl, società per le carte di credito del sistema bancario.

## Carriera politica

### Gli inizi
Entrato alla fine degli anni '70 a far parte della Democrazia Cristiana (DC), alle elezioni comunali del 1980 viene eletto in consiglio comunale a Vicenza tra le file della DC, che ne diventa segretario cittadino del partito nel 1983. Nelle comunali del 1985 viene rieletto consigliere e ne diventa capogruppo della DC.
Nel 1990 si ricandida come consigliere comunale capolista della Democrazia Cristiana, ricevendo il più alto numero di preferenze cosa che gli consente (secondo la legge in vigore fino al 1993) di diventare sindaco di Vicenza a 37 anni.

### Sindaco di Vicenza (1º mandato)
Gli anni della prima giunta Variati sono quelli che vedono Vicenza protagonista di alcuni grandi eventi che portano la città alla ribalta nazionale: nel maggio del 1991, Vicenza ospita l'Adunata nazionale degli alpini. Nel capoluogo, per l'occasione, si contano 300.000 presenze di penne nere giunte da tutta Italia.
Il 7 e 8 settembre dello stesso anno, papa Giovanni Paolo II arriva in visita alla città, incontrando i vicentini in Piazza dei Signori, e visitando l'Ospedale San Bortolo e il Teatro Olimpico. Infine celebra una messa affollatissima nel Parco Querini.
Gli anni della prima giunta Variati sono anche gli anni in cui, a livello nazionale, esplode Tangentopoli. Nel 1992 il sindaco, di fronte al rischio che alcuni tra gli assessori non fossero completamente affidabili, si dimette, costringendo la giunta a fare altrettanto. In consiglio comunale ottiene la fiducia di una nuova maggioranza politica, che ai voti della Democrazia Cristiana e del Partito Socialista Italiano unisce i voti dell'allora Partito Democratico della Sinistra e dei Verdi. Con qualche anno di anticipo sui tempi della politica nazionale, si sperimenta a Vicenza un embrione anticipatore di quell'alleanza che sarebbe diventata più tardi L'Ulivo.

### Consigliere regionale
Una volta scaduto il mandato da sindaco, Variati si candida alle elezioni regionali in Veneto del 1995 col Partito Popolare, nella mozione dell'ex sindaco di Padova Ettore Bentsik, venendo eletto nella circoscrizione di Vicenza in consiglio regionale del Veneto. Viene poi rieletto Consigliere regionale alle regionali venete del 2000, nel medesimo collegio nella lista di Massimo Cacciari - Insieme per il Veneto, e infine alle regionali del 2005 nella lista La Margherita. Durante la settima legislatura, è stato capogruppo de La Margherita e vice presidente della Commissione Statuto.
Nell'ottava legislatura, è stato vice presidente del Consiglio Regionale e ha poi guidato da capogruppo il Partito Democratico.

### Sindaco di Vicenza (2º e 3º mandato)
Nelle prime settimane del 2008, il nome di Achille Variati inizia a circolare tra quelli dei possibili candidati a sindaco di Vicenza per le elezioni amministrative del 13 e 14 aprile. La sua candidatura viene ufficializzata il 23 febbraio 2008, dal piazzale della Vittoria di Monte Berico. Dopo uno svantaggio al primo turno di circa otto punti percentuale sulla candidata de Il Popolo della Libertà (Amalia Sartori), riesce a recuperare vincendo al ballottaggio con il 50,48% dei voti.
La nuova giunta entra ufficialmente in carica il 13 maggio 2008, composta di 10 assessori, di cui otto eletti al Consiglio comunale e due "tecnici" di provenienza extra-consiliare. Per la prima volta nella storia della città il ruolo di vicesindaco viene affidato a una donna, la trentaquattrenne Alessandra Moretti.
Il primo problema che Variati si trova ad affrontare è quello della costruzione della base militare statunitense all'aeroporto Dal Molin (progetto che ha spaccato in due la città) concordato dal secondo governo Berlusconi con gli Stati Uniti e al quale il Governo Prodi non si è opposto. La precedente giunta di centrodestra, in un acceso consiglio comunale blindato, aveva dato parere favorevole alla costruzione della base, anche se vincolato da 5 punti. La nuova giunta di Variati approva un nuovo ordine del giorno che elimina il precedente e propone un referendum per metà settembre 2008 per conoscere la posizione dei vicentini sulla questione; il referendum viene bloccato, quattro giorni prima del suo svolgimento, dal Consiglio di Stato che accoglie il ricorso della presidenza del Consiglio dei Ministri e del Ministero della Difesa contro l'ordinanza del Tar del Veneto.
Nei primi giorni di novembre del 2010 la città viene colpita da un'alluvione. Variati sarà il secondo sindaco (dopo Giorgio Sala nel 1966) ad affrontare una simile situazione. Grazie all'aiuto anche degli "angeli del fango di Vicenza" (i più di 2000 volontari che hanno prestato il loro aiuto alla città nei giorni successivi all'alluvione), la città esce dall'emergenza in poco tempo.
Nel dicembre del 2010 viene licenziato il nuovo Piano di Assetto del Territorio (PAT) di Vicenza, che ridisegna l'assetto territoriale della città; quest'ultimo viene integrato nel febbraio del 2013 dal Piano degli Interventi (PI), che da esecuzione alle idee inserite nel PAT.
Gli ultimi anni di questo mandato sono contraddistinti da numerose emergenze idrologiche (a cui fa seguito la creazione di un apposito piano di emergenza) ma anche dalla riapertura della Basilica Palladiana, dopo un restauro durato 5 anni.
Alle elezioni amministrative del 2013 viene riconfermato sindaco di Vicenza con il 53,47% dei consensi distanziando la principale concorrente (l'ex presidente della provincia Manuela Dal Lago, per la coalizione di centrodestra) di circa 26 punti percentuali. È la prima volta, nella storia dell'elezione diretta del sindaco della città, che un candidato vince già al primo turno senza dover ricorrere al ballottaggio. La nuova giunta entra ufficialmente in carica il 1º giugno 2013, composta di 9 assessori, 5 uomini e 4 donne. Due sono gli assessori della vecchia giunta che rimangono in questo secondo mandato. Per il ruolo di vicesindaco viene scelto il trentaquattrenne Jacopo Bulgarini d'Elci.
Dal 2013 al 2015 è stato membro del consiglio di presidenza dell'Associazione Nazionale Comuni Italiani (ANCI) con delega al welfare e alle politiche sociali. All'interno dello stesso organismo è attualmente membro del consiglio direttivo.

#### Sindaco e Presidente della Provincia
A seguito della nuova legge sul riordino degli enti locali (legge Delrio) che ha visto la trasformazione delle provincie in enti locali di secondo livello (senza l'elezione diretta degli organi costitutivi), a Variati viene chiesto di candidarsi per guidare la nuova provincia. Il 12 ottobre 2014 i consiglieri ed i sindaci dei 121 comuni vicentini lo eleggono nuovo Presidente con il 63,7% dei voti (con l'appoggio di tutti i principali partiti ad eccezione della Lega Nord che schierava il sindaco di Montecchio Maggiore, Milena Cecchetto).
Il 15 maggio 2015, Variati viene nominato presidente dell'Unione delle Province d'Italia (UPI). Nell'aprile del 2016, con decreto del ministro dell'Economia e delle Finanze, viene nominato nel Consiglio di amministrazione della Cassa depositi e prestiti in rappresentanza dell'Unione delle Province d'Italia.
Il 13 giugno 2018, con l'entrata in carica di Francesco Rucco come sindaco di Vicenza, decade dalla carica di presidente della Provincia, non avendo più il requisito necessario di essere alla guida di un comune.
Il 6 aprile 2019 annuncia ufficialmente la candidatura nella lista Partito Democratico-Siamo Europei alle elezioni europee del 26 maggio nella circoscrizione Nord-Est; con 48.000 voti risulta primo dei non eletti in quella circoscrizione, alle spalle di Alessandra Moretti.
Subentrerà al Parlamento Europeo al posto di Carlo Calenda, eletto al Senato della Repubblica ed incompatibile.

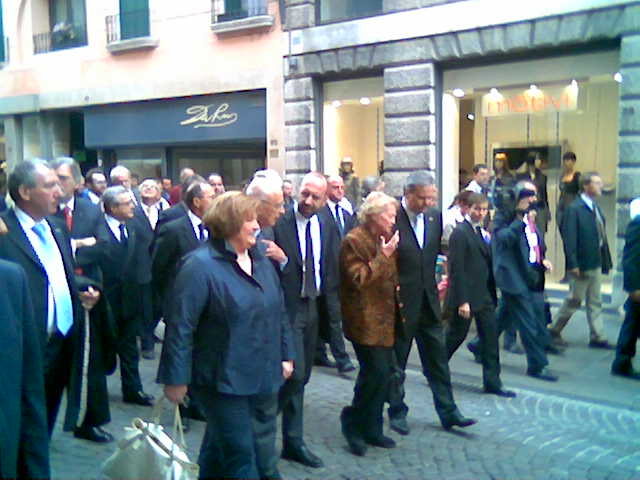
Achille Variati insieme a Amalia Sartori e al Presidente Giorgio Napolitano, a Vicenza (ottobre 2008).
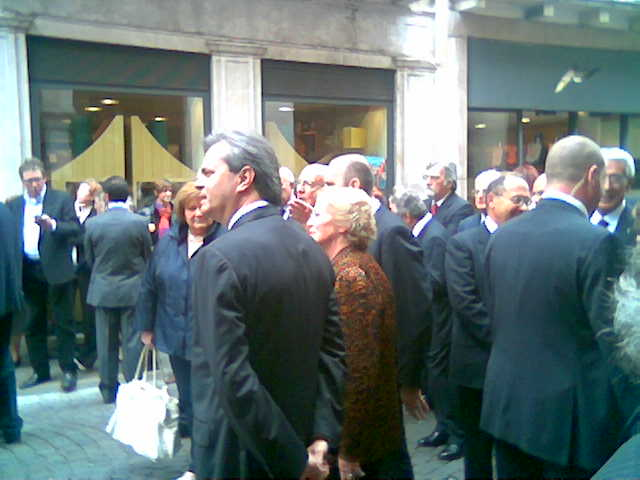
Variati (di schiena) durante la visita del Presidente della Repubblica per l'inaugurazione della mostra Palladio 500 (ottobre 2008)